# 2B1 Oka
2B1 Oka (ryska: 2Б1 Ока) är ett sovjetisk 420 mm självgående eldrörsartillerisystem. 2B1 är dess GRAU-beteckning.

## Utveckling
En experimentell modell var klar 1957. Dess chassi (Objekt 273), designades och byggdes av Kirov Plant. Dess 20 meter långa pipa tillät den att avfyra 750 kg artilleripjäser upp till 45 km. På grund av dess komplexitet hade den en relativt låg eldhastighet – ett skott var femte minut. Fälttester visade på flera nackdelar med hela konstruktionen (rekylen var för stark för många komponenter: den skadade drivhjulen, slet bort växellådan från dess fästen, etc.) och den stora längden gjorde den otroligt svår att transportera.
Dess utveckling fortsatte till 1960, då idén om sådana personalkrävande vapen (tillsammans med 2A3 Kondensator 2P), övergavs till förmån för taktiska ballistiska robotar, som till exempel 2K6 Luna.

## Galleri

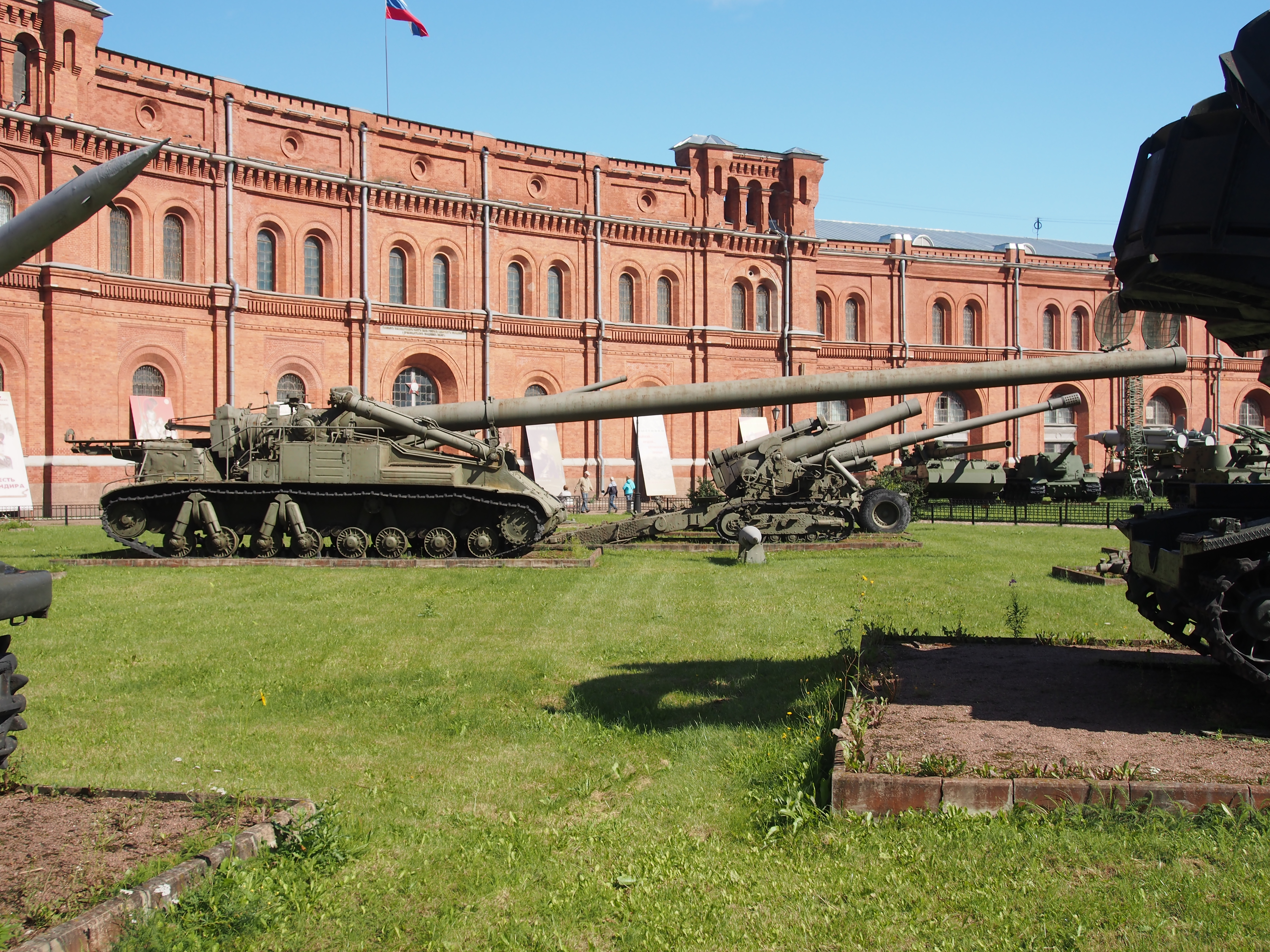
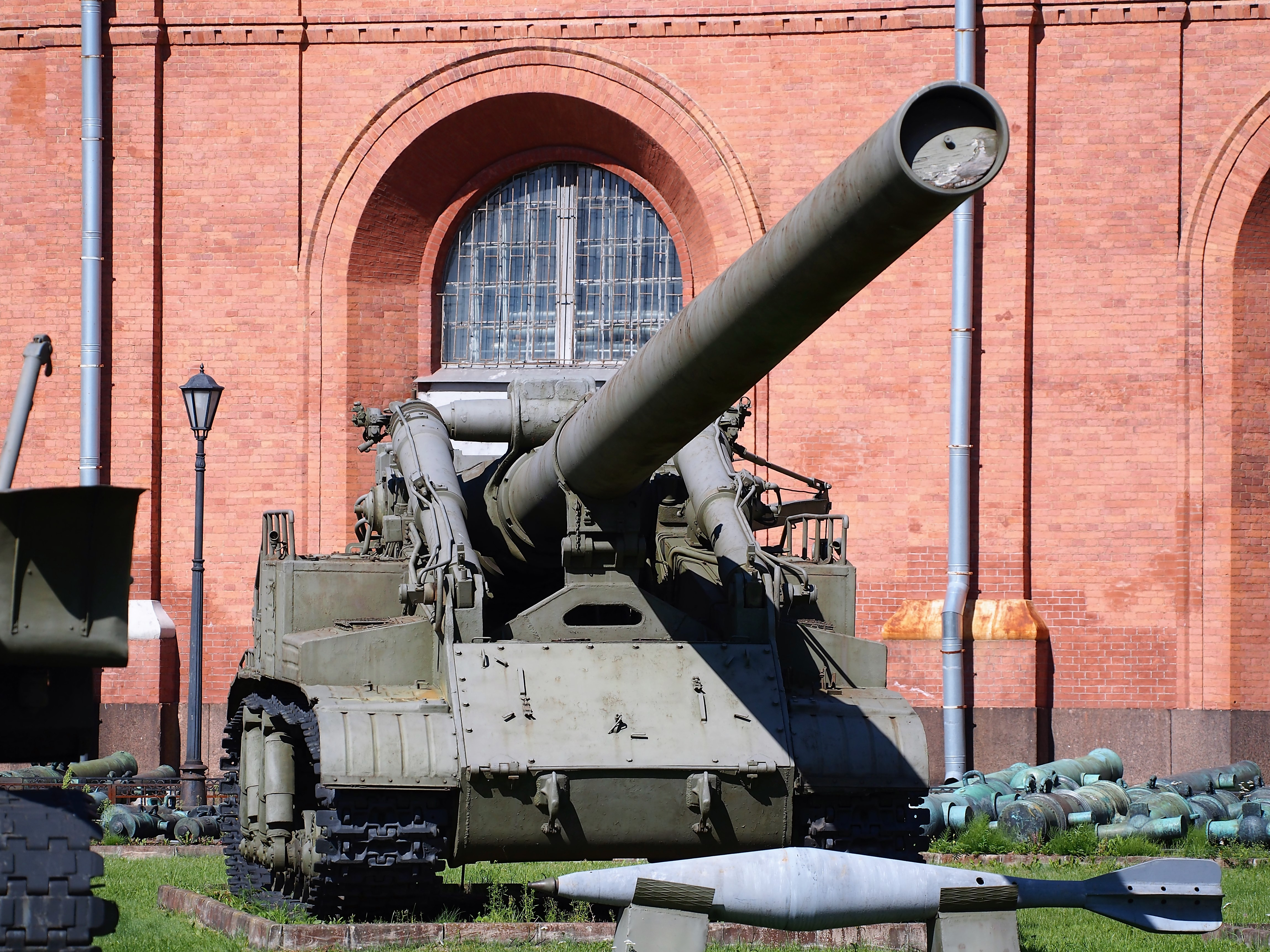
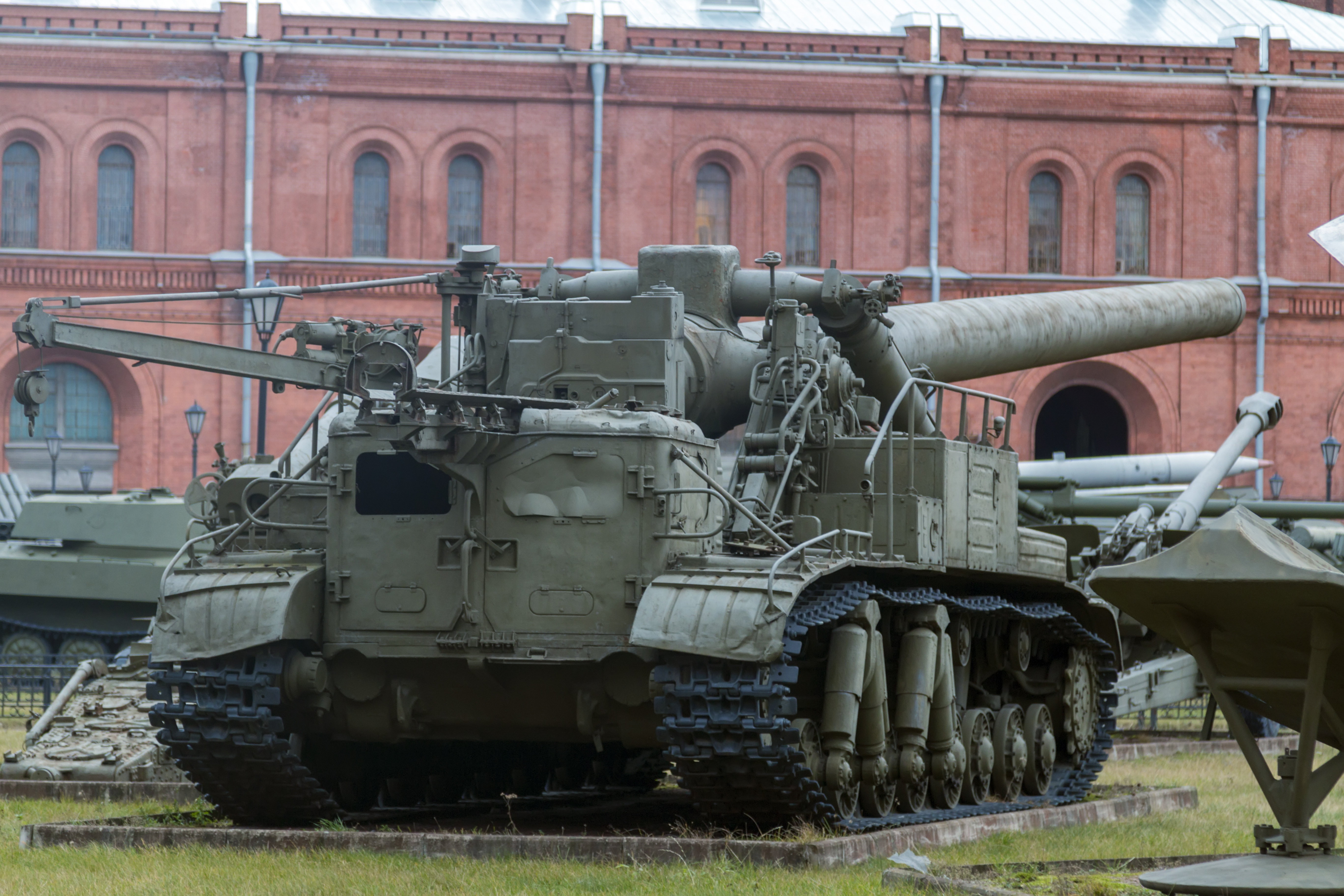